# Kahkva (Võru)
Kahkva (Duits: Kahkwa) is een plaats in de Estlandse gemeente Võru vald, provincie Võrumaa. De plaats heeft de status van dorp (Estisch: küla) en heeft 22 inwoners (2021).
Tot in oktober 2017 hoorde Kahkva bij de gemeente Orava. In die maand werd Orava bij de gemeente Võru vald gevoegd. Daarmee verhuisde de gemeente Orava tegelijk van de provincie Põlvamaa naar de provincie Võrumaa.
Kahkva ligt aan de spoorlijn Tartu - Petsjory, maar heeft geen station. De rivier Mädajõgi, een zijrivier van de Võhandu, vormt de grens met het buurdorp Järvepää en tevens de grens tussen de gemeenten Võru vald en Setomaa. Wat verder naar het noorden stroomt de rivier door het meer Järvepää järv, dat ook wel Kahkva järv wordt genoemd, hoewel het niet aan Kahkva grenst.

## Geschiedenis
Kahkva werd in 1561 voor het eerst genoemd onder de Russische naam Кохова (Kochova). Het dorp viel toen onder het Russische Petsjory. In 1585, na de Lijflandse Oorlog, kwam het onder het landgoed van Waldeck (Orava). In 1627 werd het Kochowa genoemd. Latere namen zijn Kachwa (1684), Kachkwa (1798) en Kahkwa (1820).
Tussen 1977 en 1998 hoorde Kahkva bij het buurdorp Päka.